# No hay tregua
No hay tregua es el tercer álbum que publicó la banda de rock Barricada en 1986.

## Lista de canciones
1. Contra la pared - 1:51
2. No hay tregua - 4:10
3. Campo amargo - 3:00
4. Aún queda un sitio - 4:40
5. Písale - 2:50
6. Okupación - 2:57
7. Quiero perderme - 3:32
8. A pecho descubierto - 2:57
9. Juegos ocultos - 3:05
10. Mal humor - 2:50

## Créditos
- Enrique Villarreal, El Drogas: voz en "Contra la pared", "Campo Amargo", "A pecho descubierto", "Juegos ocultos" y "Mal humor", bajo y coros.
- Javier Hernández, Boni: voz en "No hay tregua", "Aún queda un sitio", "Okupación, "A pecho descubierto" y "Juegos ocultos" guitarra y coros.
- Alfredo Piedrafita: voz en "Písale" y "Quiero perderme" guitarra y coros.
- Fernando Coronado: batería.

Personal adicional
- Guardia civil: chelo en "No hay tregua"